# Vessem, Wintelre en Knegsel

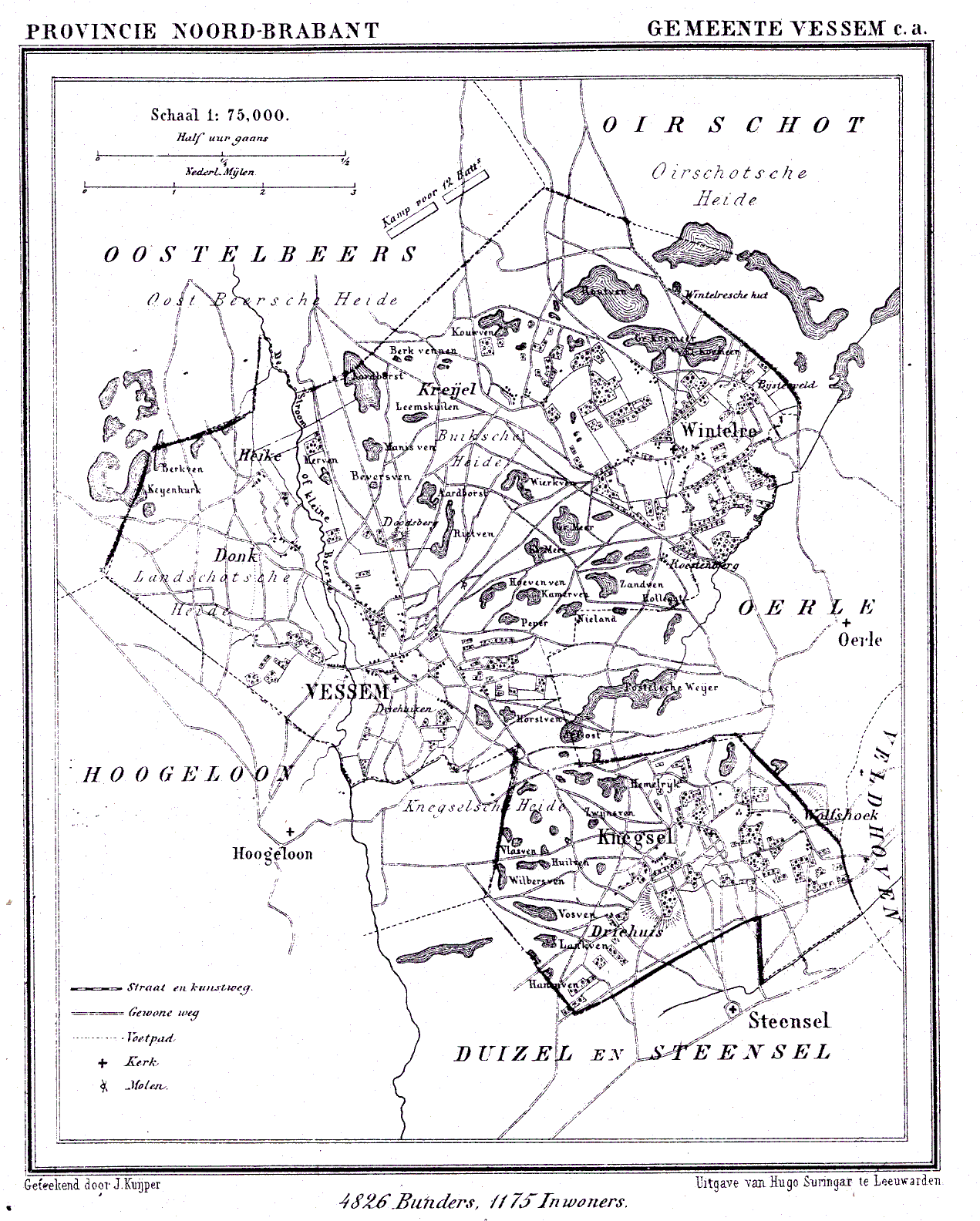
Carte de Vessem, Wintelre en Knegsel en 1867

Vessem, Wintelre en Knegsel est une ancienne commune néerlandaise dans la province du Brabant-Septentrional. Le chef-lieu de la commune était Vessem.
Elle a été créée en 1815 par le rassemblement des trois communes de Knegsel, de Vessem et de Wintelre. Le 1er janvier 1997, la commune a fusionné avec la commune d'Eersel.
En 1840, la commune comptait 211 maisons et 1 254 habitants, dont 581 à Vessem, 435 à Wintelre et 238 à Knegsel.